# Fuentenava de Jábaga

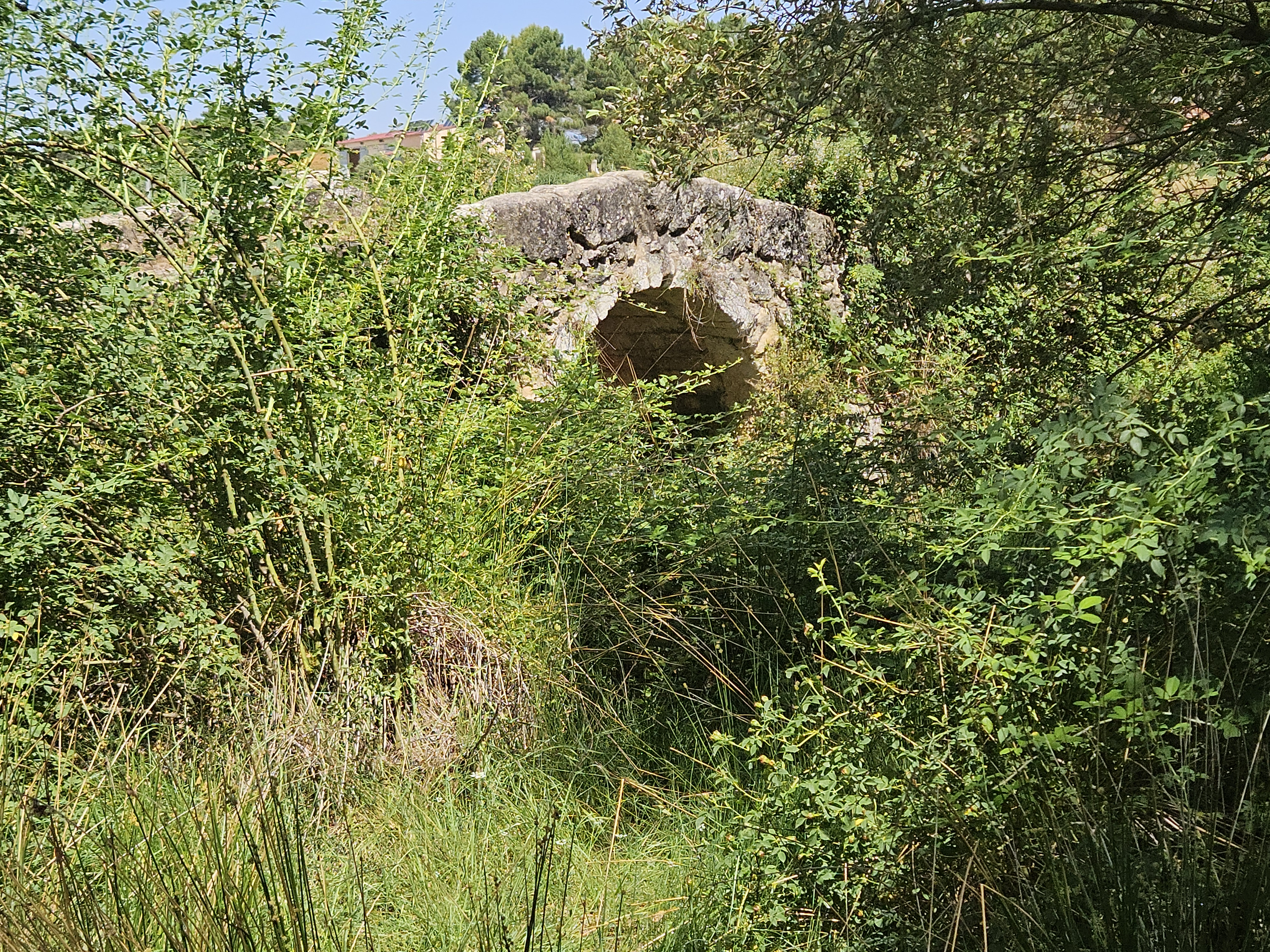
Puente romano de Jábaga.

Fuentenava de Jábaga es un municipio español de la provincia de Cuenca, en la comunidad autónoma de Castilla-La Mancha. El término municipal, que abarca una superficie de 133,09 km², tiene una población de 610 habitantes (INE 2024).

## Geografía
El municipio está formado por la unión de los pueblos siguientes:
- Jábaga, que es la capital.
- Fuentesclaras de Chillarón
- Navalón
- Villar del Saz de Navalón
- Sotoca
- Valdecabrillas

## Demografía
Fuentenava de Jábaga cuenta con una población de 610 habitantes (INE 2024).
| Gráfica de evolución demográfica de Fuentenava de Jábaga entre 1981 y 2021 |
| |
| Población de derecho según los censos de población del INE Población de hecho según los censos de población del INEEntre el censo de 1981 y el anterior, aparece este municipio porque se fusionan los municipios Fuentesclaras del Chillarón, Jábaga, Navalón, Sotoca y Villar del Saz de Navalón |

| 195           | 283 | 380 | 589 | 568 |
| (Fuente: INE) |     |     |     |     |

## Historia
Fuentenava de Jábaga fue zona de influencia de Lobetum (Cuenca), zona de paso de una de las calzadas romanas que unían Segóbriga con la serranía conquense. Era utilizada por las huestes del general romano Julio Graco hacia Cueva del Hierro (famosa por sus minas de hierro), donde los romanos obtenían el hierro para las herramientas que se desgastaban con mucha facilidad y que luego utilizaban en las minas de Carrascosa del Campo para la extracción de speculum, utilizado por los ricos romanos como cristales de ventanas, entre otros usos. Tiene un interesante puente romano.
Jábaga fue famosa por ser el campamento de Pedro I el Cruel en su asedio a Cuenca durante tres años y por ser ruta de las primeras habas de cacao que los monjes del monasterio de Piedra transportaron desde Sevilla al monasterio de Uclés y, desde allí, al monasterio de Piedra en Aragón, primer sitio donde se fabricó chocolate en Europa. Era llevado por las antiguas calzadas romanas del 'speculum',  que también siguieron utilizándose como camino hacia Santiago a partir del siglo XIII, desde el centro de la Orden en Uclés pasando por Jábaga y Chillarón.

## Patrimonio artístico
- Puente romano
- Abadía de Jábaga
- Iglesia de Nuestra Señora de la Purificación

## Administración
| Periodo   | Nombre                | Partido |
| --------- | --------------------- | ------- |
| 2003-2007 | Pedro Soria Serrano   | PP      |
| 2007-2011 | José Luis Chamón Mota | PSOE    |
| 2019-2023 | José Luis Chamón Mota | PSOE    |